# Gerald R. Molen
Gerald R. Molen (* 6. ledna 1935) je americký filmový producent. Velmi úzce spolupracuje s úspěšným režisérem Stevenem Spielbergem, kterému produkoval celkem pět filmů (včetně oskarového Schindlerova seznamu).
Molen se narodil ve městě Great Falls ve státě Montana. Začínal jako technik, měnící pneumatiky v hollywoodských studiích, brzy se však vypracoval. V některých filmech, které produkoval nebo spoluprodukoval, se sám objevuje v epizodické roli – například jako veterinář Harding v Jurském parku, v Rain Manovi a dalších.